# 二本松塩沢スキー場
二本松塩沢スキー場（にほんまつしおざわスキーじょう）は、福島県二本松市にあるスキー場である。コースは4、リフトは2基とゲレンデの規模として小さいが、市街地から至近でアクセスの良さが売りである。ゲレンデが北向き斜面で、地形の利点で風の影響を受けにくいのでリフト等が止まることが少ないといわれている。ナイター営業を行っており、駐車場が終日無料ということもあり、仕事帰りに腕を磨くのに向いている。近隣には塩沢温泉があり、家族連れの泊まりスキーや、滑り終わったあとで一汗流すのに利用されている。キャッチコピーは「スキー場の穴場」。
冬期の駐車場を利用し雪上サーキットが作られたこともある。

## 交通アクセス
- 東北自動車道二本松ICより国道459号・福島県道354号安達太良山線 13.0km、25分
- JR東北本線二本松駅より約15km。タクシーで約25分、福島交通バスで約30分